# 앱클론
앱클론(AbClon Inc.)은 대한민국의 난치성 질환 치료 목적의 항체신약개발 기업이다. 본사는 서울시 구로구 디지털로 285 에이스트윈타워1차 1401호에 위치해 있으며 대표이사는 이종서이다.

## 상장
2017년 9월 18일에 공모가 10,000원에 NH투자증권을 주관사로 코스닥 시장에 기술 성장기업 상장특례로 상장하였다.

## 참고문헌
1. ↑  앱클론, ‘CD19 CAR-T’ 1상 최종 “CR 67% 결과수령”, 바이오스펙테이터, 2023년 8월 4일
2. ↑  앱클론, CAR-T 1상 중간용량 완전관해 확인, 메디컬타임즈, 2023년 4월 18일
3. ↑  “전환점 맞은” 앱클론, ‘항체 자신감’ 3가지 확장성, 바이오스펙테이터, 2023년 3월 29일
4. ↑  김태일, 앱클론 "헨리우스, 앱클론 항체 치료제 올해 임상 2상 마무리...파이프라인 경쟁력 강화", 팜뉴스, 2024년 4월 18일
5. ↑  전명훈, '신약 개발 벤처기업' 앱클론…9월 기술특례 상장, 연합뉴스, 2017년 8월 31일